# Gennadij Denisov
Gennadij Anatol'evič Denisov (in russo Геннадий Анатольевич Денисов?; 28 agosto 1960) è un ex calciatore uzbeko, di ruolo difensore.
È il padre di Vitalij Denisov.

## Palmarès
- Campionato uzbeko: 1

Navbahor Namangan: 1996
- Coppa dell'Uzbekistan: 1

Navbahor Namangan: 1995